# Broederschap van Onze-Lieve-Vrouwe van den drogen boom

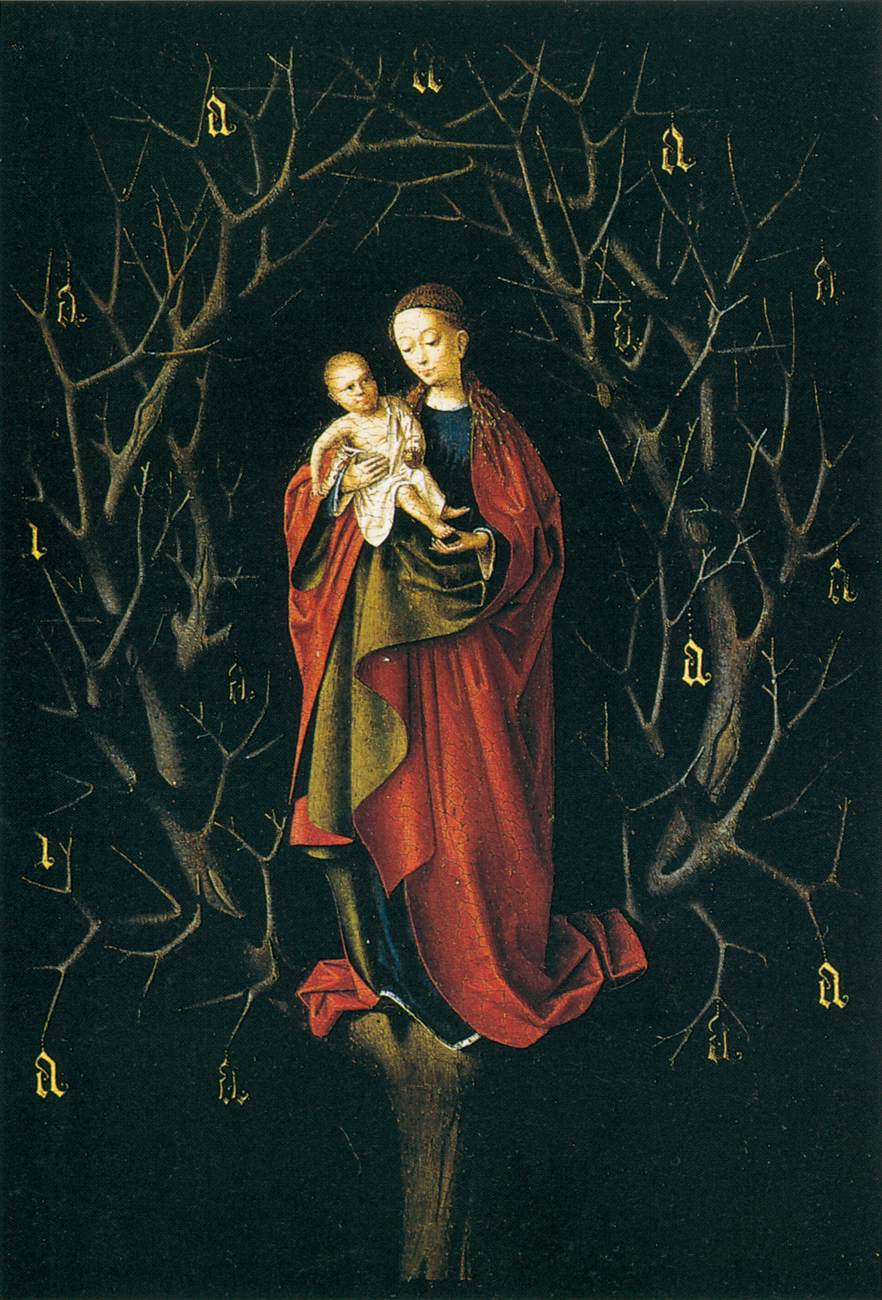
Petrus Christus, Madonna van den drogen boom, ca. 1460, Museo Thyssen-Bornemisza, Madrid

De Broederschap van Onze-Lieve-Vrouwe van den drogen boom was een religieuze broederschap in Brugge. Haar leden behoorden tot de adel, de burgerij en de belangrijke groep van buitenlandse kooplieden die in Brugge gevestigd waren. De confrérie werd voor het eerst vermeld in een document uit 1396 dat het zegel draagt van de minderbroeders-recoletten  In de zeventiende eeuw verhuisde de broederschap naar andere kerken. Ze werd in 1786 opgeheven door keizer Jozef II van het Heilige Roomse Rijk, maar bleef verder bestaan tot 1819.

## Geschiedenis
De droge boom is van oudsher het zinnebeeld van de onbevlekte ontvangenis.

### Op basis van documenten
Over het ontstaan van de broederschap tast men in het duister. Men neemt aan dat ze gesticht werd in de omgeving van de minderbroeders ten laatste in de 14e eeuw. Alleszins is er een charter uit 1396 waarin de gardiaan Vincent de Jonghe, de overeenkomsten vernieuwde (‘die voortijds geordonneert waren’) en de wijze vastlegde waarop dagelijks missen zouden worden opgedragen in naam van de confrérie en waarin de vergoeding hiervoor werd vastgelegd. Aangezien het over een hernieuwing van een bestaande overeenkomst ging, moet de broederschap al geruime tijd voor 1396 opgericht zijn.

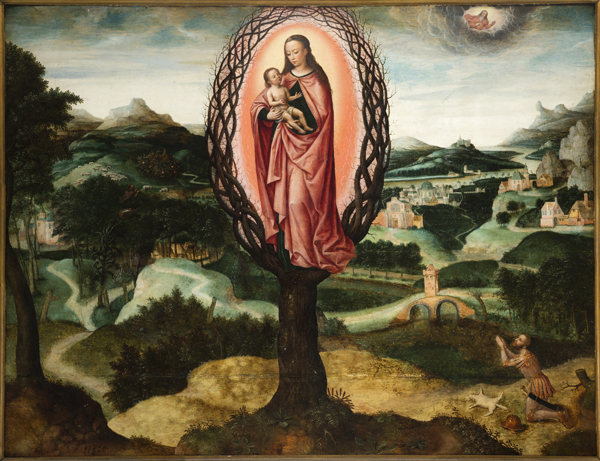
Pieter Claeissins de Jonge, het middenpaneel van Het Mirakel van Gedeon', in de Sint-Walburgakerk in Brugge

De broederschap vergaderde in een kapel van de kerk van het minderbroederklooster aan de Braamberg in Brugge. Toen de franciscanen in 1515 overgingen op de strikte observantie van de regel werd een broederschap van rijkelui daar minder populair. In 1580, onder het calvinistisch bewind werd het klooster met de grond gelijk gemaakt. De confrérie week uit naar de Lanchalskapel in de Onze-Lieve-Vrouwekerk. In de zeventiende eeuw werd de broederschap weer actiever.  In 1631 verhuisde ze naar de Abdij van den Eekhoute. Daarna werd ze overgebracht naar de Abdij Hemelsdale en naar de Sint-Donaas, om uiteindelijk in 1779 terecht te komen in de Sint-Walburgakerk waar het door de broederschap in 1607 bestelde drieluik met het ‘Mirakel van Gedeon’ van Pieter Claeissins de Jonge nog altijd is opgehangen.
Op 8 april 1786 werd de broederschap officieel opgeheven door het edict van die datum van keizer Jozef II. Een bede van de toenmalige proost Pierre de Melgar om een uitzondering te maken voor de broederschap van Onze-Lieve-Vrouwe van den drogen boom, aangezien ze geen relatie had met een religieuze orde en niet behoorde tot een bepaalde kerk of kapel, werd zonder enig commentaar afgewezen.
Na nog een bescheiden leven te hebben geleid tijdens de revolutiejaren, werd in 1821 de broederschap definitief opgeheven door het laatste overlevende lid Joseph van Huerne de Puyenbeke.

### Stichting door Filips de Goede
Gezien het document daterende uit 1396 kan men besluiten dat Filips de Goede, de hertog van Bourgondië, niets met de stichting van de broederschap te maken had en dat het verhaal dienaangaande van Charles Custis, was gebaseerd op onzorgvuldige mondelinge overlevering en niet op reële feiten. Het is natuurlijk best mogelijk dat Filips de Goede steun vroeg aan een Lieve-Vrouwbeeld dat opgehangen was in een boom in verband met de veldslagen bij Saint-Riquier en Ponthieu en daarna zijn dank betuigde via bijvoorbeeld een schenking aan de confrérie, maar bij de oprichting was hij niet betrokken.

### Stichting door Lubert Hautscilt
Soms wordt gezegd dat de broederschap gesticht werd door Lubert Hautscilt. Dit werd beweerd in een werk uit de 18e eeuw,  maar de auteur haalde de broederschap van Onze Lieve-Vrouw van den Drogen Boom en de ‘Fratres ad Succurendum’ die wel waren gesticht door Hautscilt, door elkaar omdat beiden op een bepaald moment in de Eekhoutabdij gevestigd waren.

### Boom-Madonna
Hugo van der Velden brengt een totaal verschillende hypothese aan voor het ontstaan van de broederschap. Volgens hem is de ‘Broederschap van Onze-Lieve-Vrouwe van den drogen boom’ ontstaan uit de verering van een mirakelbeeld dat waarschijnlijk ooit aan een dorre of droge boom was opgehangen en naar de kapel van de minderbroeders in Brugge werd overgebracht en daar vereerd werd. Deze mening wordt gedeeld door een aantal andere historici. Het beeld zou dan in de kapel ook in een droge boom geplaatst zijn. Dit zou trouwens min of meer stroken met het verhaal over Filips de Goede. Het is ook een dergelijke Madonna die in het schilderijtje van Petrus Christus en in het werk van Peter Claeyssens werd afgebeeld, een Madonna met Kind, staande in een gevorkte boom. Dezelfde afbeelding is terug te vinden, gestempeld in de lederen band van een gildeboek uit 1496.  Deze interpretatie is in wezen niet zo vreemd, er zijn ettelijke Madonnabeelden gekend die in een boom of elders in de natuur gevonden werden en in de middeleeuwen waren broederschappen die zich aan de verering van een dergelijk beeld wijdden eerder regel dan uitzondering, zoals mag blijken uit een studie over de broederschappen in Gent.
Eerdere generaties van kunsthistorici hebben op basis van de afbeelding van Petrus Christus de stichting van de broederschap gerelateerd aan de leer van de Onbevlekte Ontvangenis, maar die interpretatie wordt dus meer en meer betwijfeld.

## Leden
De broederschap wierf zijn leden in alle standen van de maatschappij, vooral echter in de hogere standen, waarbij de belangrijkste criteria aanzien en bezit waren. Het aantal leden was onbeperkt, in de rekeningen van 1514-1515 vindt men een opsomming van meer dan vijftig broeders. Vrouwen waren toegelaten tot de broederschap.
In de oudste bekende ledenlijst van omstreeks ca. 1460 vinden we de namen terug van Filips de Goede en Karel de Stoute en hun echtgenoten Isabella van Portugal en Catharina van Valois. Verder vinden we de namen terug van Lodewijk van Gruuthuse en van een aantal rijke Florentijnse kooplieden zoals Thomas Portinari, Carlo en Pietro Cavalcanti, Benedetto de Ciola en vrouw Jacomina, Goubert de Bone Gracie, Ludovici en Cornelio Alteniti. Maar ook de lokale middenklasse en kunstenaars zoals onder anderen Gerard David en Cornelia Knoop, zijn echtgenote en zelf een miniaturiste, en Petrus Christus en zijn vrouw waren lid van de confrérie. Dergelijke broederschappen fungeerden dan ook als ontmoetingsplaats voor de diverse sociale groepen uit de samenleving en creëerden de kans om commerciële en culturele contacten te leggen buiten de eigen sociale groep.

## Werking
De leden van de broederschap moesten jaarlijks een ‘jaergelde’ of ‘ghildegelde’ betalen van 12 denieren of één ‘gros’ In de 16e eeuw was dit opgelopen tot twee gros. Bij hun toetreding tot de broederschap accepteerden de leden een ‘doodschuld’ te doen vereffenen door hun erfgenamen. Het bedrag werd eerst vrij gelaten, maar op 10 september 1669 werd een minimum van vijf pond tournois vastgesteld, hetzij 100 gros. De doodschulden werden bijgehouden in een apart register. Met de winsten van jaargelden en doodschulden kon de broederschap blijkbaar eigendommen verwerven want tegen het einde van de 15e eeuw was ze in het bezit van zes gemeten grond in Uitkerke, twee huizen in Brugge en drie jaarrenten die samen 67 pond opbrachten. De huizen zouden een geschenk van Karel de Stoute zijn geweest.
De leiding over de broederschap werd waargenomen door een ‘proost’ of 'provoost' die voor twee jaar werd aangesteld. De proost werd onder meer geacht de boekhouding van de broederschap bij te houden en moest hierover rapporteren bij het doorgeven van zijn ambt na twee jaar. De proost werd in sommige documenten ook ‘deken’ genoemd. Naast hem waren er vier ‘zorgers’, die hem assisteerden. Voor de administratie was er een ‘bouckscrivere’ en een ‘clerck’, die voor het geleverde werk een jaarsalaris kregen.
De bijzonderste taak die de broederschap op zich nam, was het doen opdragen van missen. Gedurende de week waren dit ‘stille’ missen en op zondag een ‘gezongen’ mis. Bij het overlijden van leden werd een zielemis opgedragen. Ook op de vijf bijzonderste feestdagen van de Heilige Maagd en op de vier belangrijkste kerkelijke feestdagen werd een gezongen mis opgedragen. Muziek speelde een belangrijke rol in de plechtige misvieringen, de broeders van de confrérie zongen zelf mee in de polyfone missen die op zondag werden opgedragen. Beroemde zangers werden gecontracteerd voor de uitvoering en bekende Vlaamse polyfonisten componeerden missen voor de broederschap. Zo weten we dat Jan van Hulst, een van de dichters van het Gruuthusehandschrift bijzonder getalenteerde zangers in zijn vriendenkring had en dat hij zorgde voor de uitvoering van een meerstemmige mis voor de broederschap van Onze Lieve Vrouwe van den Drogen Boom. 
Met de kloosters of de kerken die de diensten verzorgden was tot in detail afgesproken wat de prijs was voor de priester, de koster, de koorzangers, de versiering van kapel en altaar, enzovoort. Daarnaast zorgde de broederschap ook voor het uitdelen van brood aan de behoeftigen op de feestdagen van Maria.
De proost had bovendien de verplichting om jaarlijks alle leden van de confrérie gedurende twee dagen te vergasten op een groot banket. Aan het banket nam ook zijn echtgenote deel en mocht dat blijven doen gedurende vier jaar. Er waren dus normalerwijze vier dames aanwezig bij de banketten. Het banket vond plaats in het huis van de proost maar de kosten werden gedragen door de broederschap.

## Archief
- Stadsarchief Brugge, Archief Gilde Onze-Lieve-Vrouw van den Drogen Boom (1396-1646): ledenregisters, inschrijvingsregisters, rekeningenregisters, doodschuldenboek.